# Gennadi Grigorjewitsch Onischtschenko

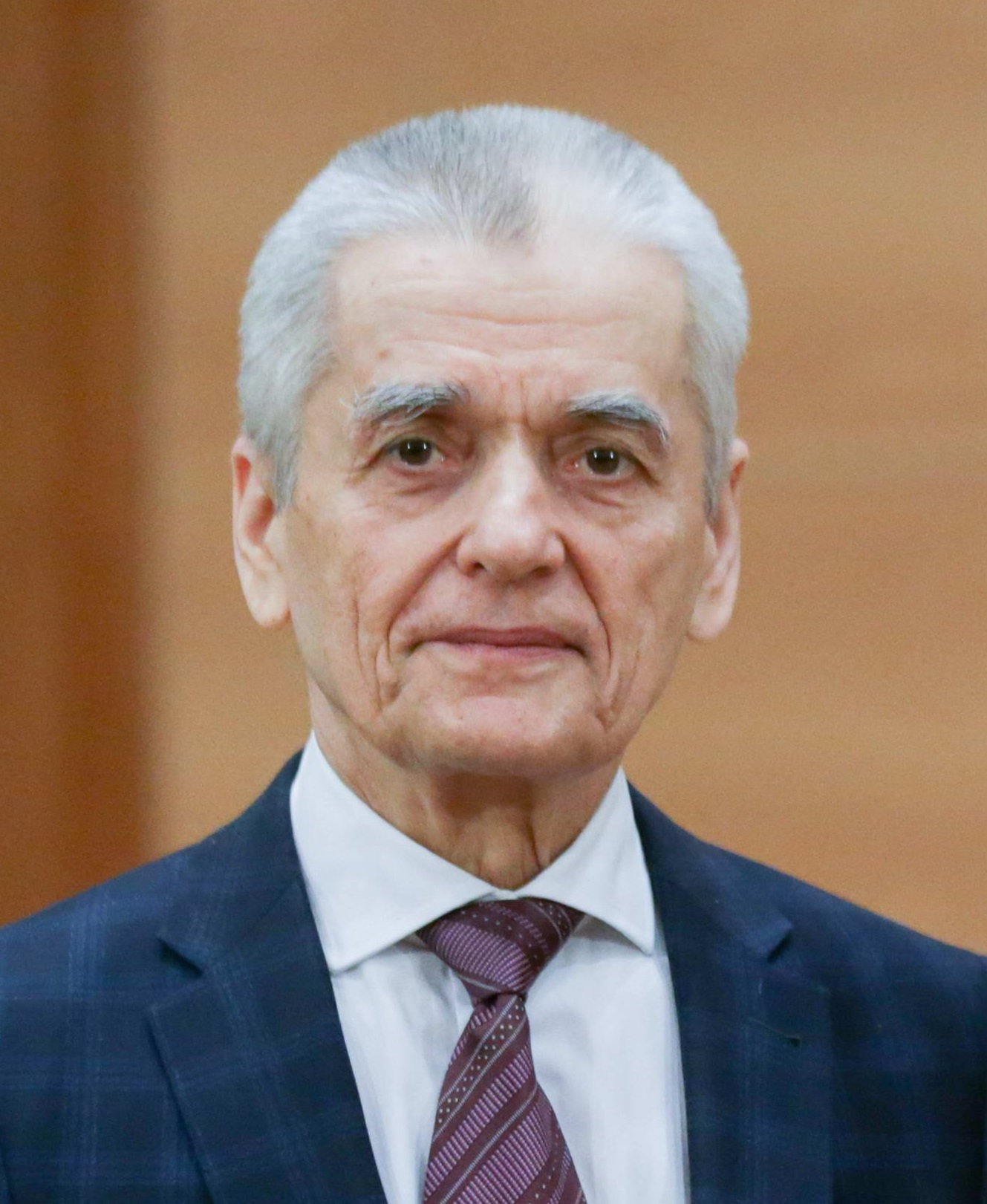
Gennadi Onischtschenko (2019)

Gennadi Grigorjewitsch Onischtschenko, russisch Генна́дий Григо́рьевич Они́щенко (* 20. November 1950 in Changyr-Tash, Kirgisische SSR, UdSSR), ist ein russischer Arzt. Er war ab 1996 oberster Amtsarzt Russlands und ab 2004 bis zum 24. Oktober 2013 Leiter des Föderalen Dienstes für die Aufsicht im Bereich Verbraucherschutz und Schutz des menschlichen Wohlergehens. Seitdem ist er Regierungsberater.

## Leben
1973 hatte er die Hygienische Fakultät an der Nationalen Medizinischen Universität in Donezk absolviert. Von 1973 bis 1987 arbeitete er im Eisenbahnministerium, ab 1982 als Chefarzt der Sanitär-epidemiologischen Station der Moskauer U-Bahn. 1988 wurde er stellvertretender Direktor für Quarantäne und Infektion im Ministerium für Gesundheit, 1996 wurde er Oberster Amtsarzt Russlands. 1999 wurde Onischtschenko zum Wirklicher Staatsrat 1. Klasse der Russischen Föderation befördert. An dieser Stelle wurde er zugleich Leiter des 2004 geschaffenen Föderalen Dienstes für die Aufsicht im Bereich Verbraucherschutz und Schutz des menschlichen Wohlergehens. Seit 2013 ist er Mitglied der Russischen Akademie der Wissenschaften.

## Politik
Onischtschenko wurde bekannt für seine „von der politischen Wetterlage abhängigen Gesundheitsratschläge und Verbote“, Echo Moskwy erwähnte den Spitznamen „Sanitärknüppel des Kreml“. So entdeckte sein Amt je nach politischer Spannungslage gefährliche Krankheitserreger wahlweise in georgischem Mineralwasser, georgischem und moldawischem Wein, weißrussischer und litauischer Milch, ukrainischem Käse oder polnischem Fleisch, aber auch weißrussischen Möbeln, was zu Importhürden oder Importverboten für Produkte aus den häufig ehemals sowjetischen Ländern führte. Während der Proteste gegen die Ergebnisse der russischen Parlamentswahlen im Jahr 2011 warnte Onischtschenko, dass die Teilnahme an diesen Veranstaltungen eine Grippe-Epidemie befürchten ließen. Im Februar 2012 war einfach die Kälte der Grund, den Menschen „grundsätzlich“ davon abzuraten, zu einer Demonstration zu gehen. Nach der Verhaftung von Greenpeace-Aktivisten in der Arktis äußerte er auch Bedenken zu niederländischem Käse. Echo Moskwy fragte, in wessen Interessen es wohl läge, wenn sich die Gesundheitsbehörden gegen Kleinunternehmer mit Ladengeschäften, Cafés und Klubs in den Erdgeschossen von Wohnhäusern wendeten.
Wadim Pokrowski, der Leiter der Föderalen Zentrale für die Prävention und Kontrolle von AIDS, sprach im August 2015 von 15 Regionen Russlands mit einer „generalisierten Epidemie“ mit mehr als einem Prozent angesteckter Bevölkerung ähnlich wie in Südafrika. Währenddessen wurde Onischtschenko während der Diskussion eines Einfuhrverbotes für Kondome als Regierungsberater mit dem Satz „Diese Gummiteile haben überhaupt keinen Bezug zur Gesundheit“ zitiert und empfahl Konsumenten stattdessen, bei der Partnerwahl „disziplinierter, strenger und wählerischer“ zu sein.